# Saccharum longisetosum
Saccharum longisetosum là một loài thực vật có hoa trong họ Hòa thảo. Loài này được (Andersson) V.Naray. ex Bor miêu tả khoa học đầu tiên năm 1940.